# Liste der Bodendenkmäler in Hohenburg
Auf dieser Seite sind die Bodendenkmäler in dem Oberpfälzer Markt Hohenburg zusammengestellt. Diese Tabelle ist eine Teilliste der Liste der Bodendenkmäler in Bayern. Grundlage ist die Bayerische Denkmalliste, die auf Basis des Bayerischen Denkmalschutzgesetzes vom 1. Oktober 1973 erstmals erstellt wurde und seither durch das Bayerische Landesamt für Denkmalpflege geführt wird. Die folgenden Angaben ersetzen nicht die rechtsverbindliche Auskunft der Denkmalschutzbehörde.

## Bodendenkmäler in Hohenburg
| Lage                 | Objekt | Akten-Nr.     | Bild |
| -------------------- | --- | ------------- | ---- |
| Hohenburg (Standort) | Vorgeschichtlicher Bestattungsplatz mit mindestens acht Grabhügeln. | D-3-6636-0001 |      |
| Hohenburg (Standort) | Vorgeschichtlicher Bestattungsplatz mit Grabhügeln. | D-3-6636-0002 |      |
| Hohenburg (Standort) | Untertägige Befunde eines mittelalterlichen Gebäudekomplexes mit Turm, mittelalterlicher Friedhof.                                                                                            | D-3-6636-0003 |      |
| Hohenburg (Standort) | Untertägige Befunde des abgegangenes Wasserschlosses von Allersburg, zuvor mittelalterliche Burg.                                                                                             | D-3-6636-0059 |      |
| Hohenburg (Standort) | Große Klingerberghöhle (E 65) mit Funden der Steinzeit, der Urnenfelderzeit, der Späthallstatt-/Frühlatènezeit und des Mittelalters.                                                          | D-3-6636-0061 |      |
| Hohenburg (Standort) | Kleine Klingerberghöhle (E 66) mit vorgeschichtlichen Funden. | D-3-6636-0062 |      |
| Hohenburg (Standort) | Vorgeschichtlicher Bestattungsplatz mit mindestens einem Grabhügel. | D-3-6636-0063 |      |
| Hohenburg (Standort) | Vorgeschichtlicher Bestattungsplatz mit mindestens zwei Grabhügeln. | D-3-6636-0064 |      |
| Hohenburg (Standort) | Vorgeschichtlicher Bestattungsplatz mit Grabhügeln. | D-3-6636-0065 |      |
| Hohenburg (Standort) | Mittelalterlicher Turmhügel, untertägige Befunde des abgegangenen mittelalterlichen und frühneuzeitlichen Adelssitzes von Berghausen.                                                         | D-3-6636-0066 |      |
| Hohenburg (Standort) | Siedlung der Urnenfelderzeit. | D-3-6636-0067 |      |
| Hohenburg (Standort) | Archäologische Befunde des Mittelalters und der frühen Neuzeit im Bereich der Kath. Pfarrkirche St. Michael in Allersburg, darunter die Spuren von Vorgängerbauten bzw. älterer Bauphasen.    | D-3-6636-0092 |      |
| Hohenburg (Standort) | Archäologische Befunde des Mittelalters und der frühen Neuzeit im Bereich der Kath. Kirche St. Peter in Ransbach, darunter die Spuren von Vorgängerbauten bzw. älterer Bauphasen.             | D-3-6636-0098 |      |
| Hohenburg (Standort) | Bestattungsplatz der Bronze-, Hallstatt- und Frühlatènezeit mit mindestens zwölf Grabhügeln.                                                                                                  | D-3-6637-0010 |      |
| Hohenburg (Standort) | Vorgeschichtlicher Bestattungsplatz mit Grabhügeln. | D-3-6637-0011 |      |
| Hohenburg (Standort) | Archäologische Befunde im Bereich der mittelalterlichen Burgruine Roßstein. | D-3-6637-0012 |      |
| Hohenburg (Standort) | Vorgeschichtlicher Bestattungsplatz mit Grabhügeln. | D-3-6637-0080 |      |
| Hohenburg (Standort) | Vorgeschichtlicher Bestattungsplatz mit teils verebneten Grabhügeln. | D-3-6637-0081 |      |
| Hohenburg (Standort) | Vorgeschichtlicher Bestattungsplatz mit verebneten Grabhügeln. | D-3-6637-0082 |      |
| Hohenburg (Standort) | Untertägige Befunde des abgegangenen Hofmarkschlosses in Mendorferbuch, zuvor mittelalterliche Burg.                                                                                          | D-3-6637-0083 |      |
| Hohenburg (Standort) | Mittelalterliche und frühneuzeitliche Hofwüstung Altstadl. | D-3-6637-0113 |      |
| Hohenburg (Standort) | Bronzezeitliche Siedlung. | D-3-6736-0013 |      |
| Hohenburg (Standort) | Archäologische Befunde des Mittelalters und der frühen Neuzeit im Bereich der Kath. Wallfahrtskirche Mariae Heimsuchung in Stettkirchen.                                                      | D-3-6736-0014 |      |
| Hohenburg (Standort) | Archäologische Befunde des Mittelalters und der frühen Neuzeit im Bereich der historischen Marktsiedlung Hohenburg.                                                                           | D-3-6736-0015 |      |
| Hohenburg (Standort) | Archäologische Befunde des Mittelalters und der frühen Neuzeit im Bereich der Kath. Pfarrkirche St. Jakobus in Hohenburg, darunter die Spuren von Vorgängerbauten bzw. älteren Bauphasen.     | D-3-6736-0134 |      |
| Hohenburg (Standort) | Archäologische Befunde des Mittelalters und der frühen Neuzeit im Bereich der Kath. Friedhofkirche St. Salvator in Hohenburg, darunter die Spuren von Vorgängerbauten bzw. älteren Bauphasen. | D-3-6736-0135 |      |
| Hohenburg (Standort) | Untertägige Befunde des spätmittelalterlichen und frühneuzeitlichen Eisenhammers Altenhohenburg.                                                                                              | D-3-6736-0136 |      |
| Hohenburg (Standort) | Untertägige Befunde der spätmittelalterlichen und frühneuzeitlichen Marktbefestigung von Hohenburg.                                                                                           | D-3-6736-0137 |      |
| Hohenburg (Standort) | Archäologische Befunde der frühen Neuzeit im Bereich des ehem. Pflegschlosses von Hohenburg.                                                                                                  | D-3-6736-0138 |      |
| Hohenburg (Standort) | Mesolithische Freilandstation. | D-3-6737-0019 |      |
| Hohenburg (Standort) | Vorgeschichtlicher Bestattungsplatz mit Grabhügeln. | D-3-6737-0020 |      |
| Hohenburg (Standort) | Vorgeschichtliche Siedlung. | D-3-6737-0046 |      |
| Hohenburg (Standort) | Archäologische Befunde des Mittelalters und der frühen Neuzeit im Bereich der Kath. Pfarrkirche St. Peter in Adertshausen, darunter die Spuren von Vorgängerbauten bzw. älterer Bauphasen.    | D-3-6737-0157 |      |
| Hohenburg (Standort) | Untertägige Befunde des abgegangenen mittelalterlichen und frühneuzeitlichen Adelssitzes von Adertshausen.                                                                                    | D-3-6737-0186 |      |